# Фаренхајт 451
Фаренхајт 451 (енгл. Fahrenheit 451) је дистопијски роман Реја Бредберија, из 1953. године. Роман говори о америчком друштву будућности у којем је забрањено читање књига и критичко размишљање. У том друштву постоје „ватрогасци“ који траже и пале књиге. Назив романа је алузија на температуру самозапаљења папира. Роман представља критички осврт аутора на најважнија питања у америчком друштву у времену у којем је написан.
Насупрот многим интерпретацијама, Бредбери је рекао да његов роман не говори о цензури него о томе како је телевизија уништила интерес за читањем и довела до тога да се на знање гледа као на скуп фактоида и полуинформација извучених из контекста.